# 장암초등학교
장암초등학교는 대한민국 충청남도 부여군에 있는 공립 초등학교이다.

## 학교 연혁
- 1920. 07. 01 장암공립보통학교 개교
- 1930. 04. 01 장암공립심상소학교 6년제 인가
- 1950. 06. 01 장암국민학교로 개칭
- 1966. 03. 05 합곡분교 승격 분리
- 1981. 03. 05 병설유치원 개원
- 1994. 03. 01 합곡국민학교 통합
- 1996. 03. 01 장암초등학교로 개칭
- 2001. 11. 05 농어촌 초등거점학교 운영 보고
- 2002. 06. 27 디지털자료실 개관
- 2002. 10. 29 교육과정 시범학교 운영 보고 (2/2)
- 2007. 02. 15 제75회 졸업식(총 졸업생 4,865명)
- 2007. 03. 02 7학급 편성
- 2008. 03. 03 2008년도 인성교육군 지정 연구학교 지정
- 2009. 03. 01 2009학년도 예절교육도지정시범학교 운영
- 2010. 03. 01 남산초 통합
- 2010. 04. 01 장암꿈나무관 개관식
- 2011. 03. 01 농어촌 전원학교 운영(3/3)
- 2015. 02. 12 제83회 졸업식(졸업생 총수 4,975명)
- 2015. 03. 01 초등학교 7학급(특수학급 포함)

## 참고 자료
- 장암초등학교 - 한국교육학술정보원 학교알리미